# وذمة رئوية ناتجة عن السباحة
الوذمة الرئوية الناجمة عن السباحة (SIPE)، والمعروفة أيضًا باسم الوذمة الرئوية الغاطسة، هي حالة مهددة للحياة تحدث عندما تتسرب السوائل من الدم بشكل غير طبيعي من الأوعية الصغيرة للرئة (الشعيرات الدموية الرئوية) إلى الأجواء (الحويصلات الهوائية).
تحدث الوذمة الرئوية الناتجة عن السباحة عادةً أثناء بذل مجهود في ظروف الغمر في الماء، مثل السباحة والغوص. مع الارتفاع الأخير في شعبية سباقات الترياتلون والسباحة في أحداث المياه المفتوحة، كان هناك زيادة في حدوث الوذمة الرئوية الناتجة عن السباحة. جرى الإبلاغ عنها في الغواصين، توقف التنفس (حبس النفس) المتنافسين في الغوص الحر، والسباحين القتاليين، والرياضيين في مسابقة الترياتلون.  الأسباب غير مفهومة بالكامل اعتبارًا من عام 2010. هناك دليل على أن الوذمة الرئوية الناتجة عن السباحة قد يكون السبب الرئيسي للوفاة بين الغواصين الترفيهيين.

## العلامات والأعراض
كما هو الحال مع الأشكال الأخرى من الوذمة الرئوية، فإن السمة المميزة للوذمة الرئوية الناتجة عن السباحة هي السعال الذي قد يؤدي إلى بلغم رغوي أو ملطخ بالدم. تشمل الأعراض:
- ضيق في التنفس لا يتناسب مع الجهد المبذول.[1][6] تنفس سريع أو ثقيل أو غير منتظم أو سعال لا يمكن السيطرة عليه.
- خشخشة أو طقطقة أو مشاعر مزعجة في أعماق الصدر مرتبطة بجهد التنفس - وعادة ما تتفاقم بشكل تدريجي مع زيادة ضيق التنفس وقد تكون سببًا لنوبة هلع[1][6]
- سعال، عادة ما يكون مؤلمًا ومنتجًا أو لا يكون مصحوبًا بقشع وردي أو رغوي أو مختلط بالدم (نفث الدم)[1][3][4][5][7][8][6]
- قد تشعر أن البدلة تعيق القدرة على التنفس.[6]
- يشعر الغواص أن معدات التنفس الخاصة به لا تعمل بشكل صحيح، مع عمل تنفس كبير، على الرغم من أن الاختبارات اللاحقة تشير إلى أن الجهاز كان يعمل بشكل صحيح. قد يشير الغواص الذي يقوم بتبديل صمامات الطلب الخاصة به، أو استخدام مصدر الهواء الخاص بأحد الأصدقاء، أو التطهير المتكرر لجهاز إعادة التنفس إلى بداية الوذمة الرئوية الناتجة عن السباحة، خاصة إذا كان هناك ضغط إمداد كافٍ، وقد يشير إلى نفاد الغاز، أو رفض بديل يعمل إمدادات الغاز[2]
- قد يواجه الغواص صعوبة في التنفس على السطح.
- الارتباك أو السلوك غير العقلاني على ما يبدو.

عوامل الخطر
وصفت في الغواصين وسباحي المسافات الطويلة والغواصين الذين يحبسون الأنفاس.
- أمراض القلب الموجودة مسبقًا وارتفاع ضغط الدم،[1][4][2] يرتبط ارتفاع ضغط الدم بزيادة أكبر في تضيق الأوعية المحيطية عند التعرض للبرد. بالإضافة إلى الخلل الوظيفي الانبساطي الناجم عن تضخم جدران البطين الأيسر يسبب مخاطر عالية.[2]
- الغطس في الماء البارد.[2] يزيد الغمر في الماء البارد من تضيق الأوعية المحيطية وبالتالي يزيد الحمل اللاحق على البطين الأيسر. من المحتمل أيضًا أن يزيد التحميل المسبق.[2]
- الإجهاد أو المجهود أثناء الغطس.[1][2] يزيد الإجهاد والجهد من عمل القلب، ويحفز إطلاق الكاتيكولامين ويزيد من ضغوط امتلاء القلب.[2]
- جنس الإناث [1]
- العوامل المضادة للصفيحات مثل الأسبرين أو زيت السمك[1]
- الترطيب المفرط قبل الغمر[10]
- زيادة الضغط السلبي عند الغوص.[2] قد يؤدي استخدام أنبوب التنفس وبعض أنواع معدات الغوص إلى فرق ضغط سلبي بين مصدر الهواء والنقطة الوسطى للرئة، ما يؤدي إلى تسرب أكبر للسوائل إلى الحويصلات الهوائية.[2]